# Colostygia vernalis
Colostygia vernalis là một loài bướm đêm trong họ Geometridae.